# 真如站
真如站，前称铜川路站，位于上海市普陀区真如镇街道曹杨路铜川路，真如古镇附近，车站主体位于曹杨路路面下，呈南北向。为上海轨道交通11号线与上海轨道交通14号线的地下车站，成为11号线与14号线的换乘站。

## 车站结构

### 车站楼层

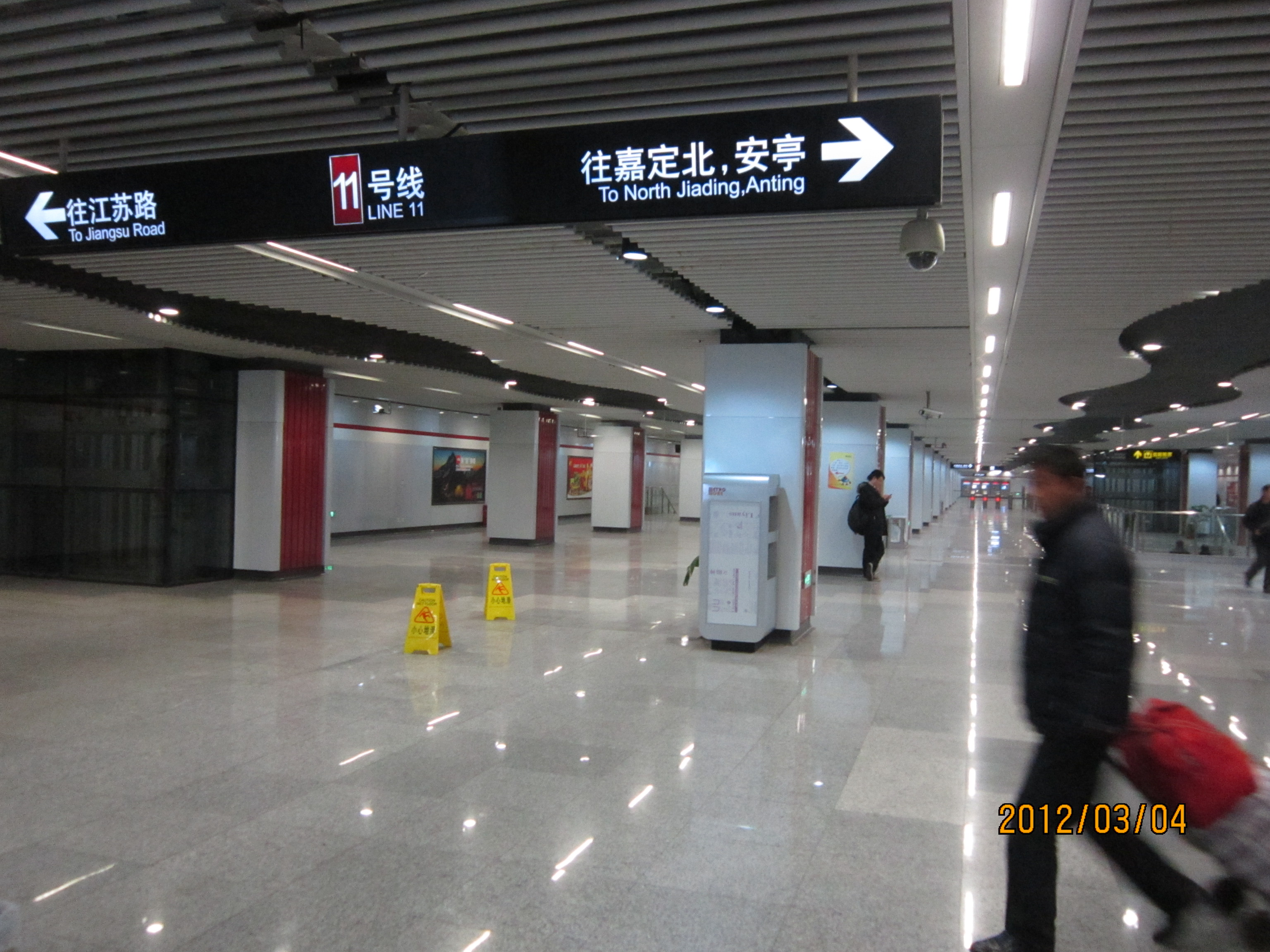
11号线站厅
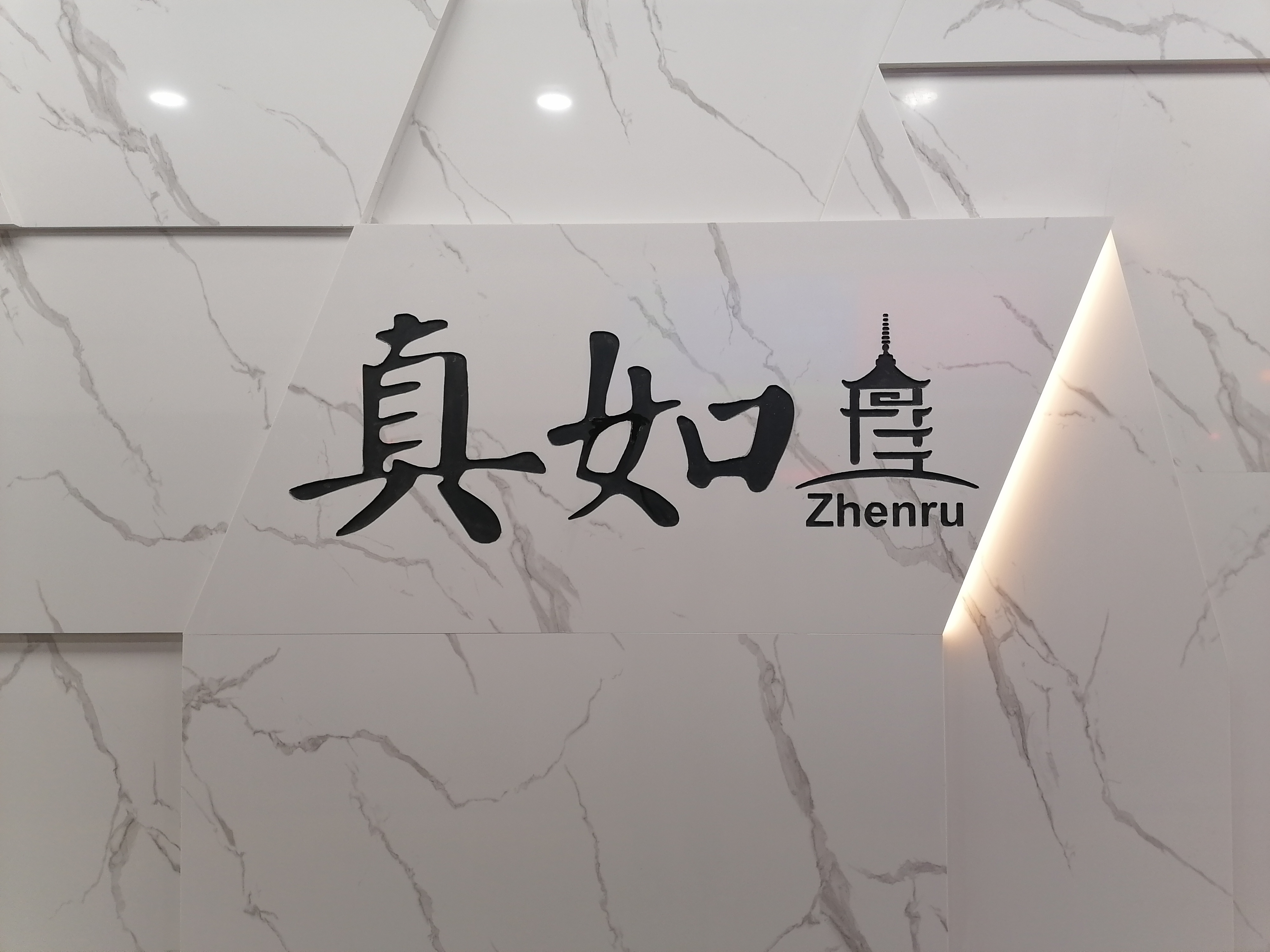
14号线真如站站名墙
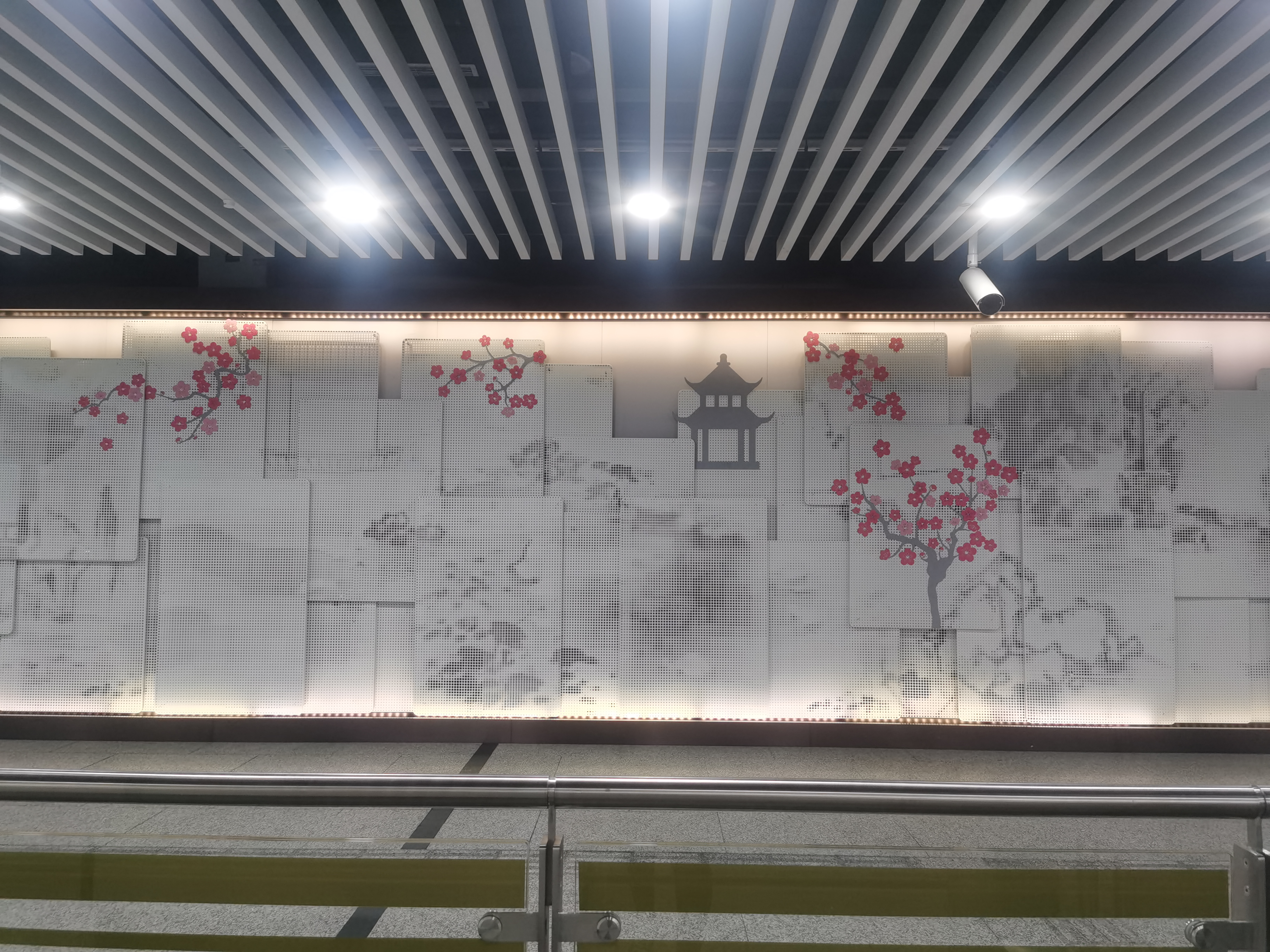
艺术墙

| 地面层   | 出入口             | 1出入口                                        |  |  |
| 地下一层 | 站厅               | 2、5-8出入口、票务服务、自动售票机、人工服务台 |  |  |
| 地下二层 |                    | █ 11号线 往嘉定北或花桥（上海西站）            |  |  |
|          | 岛式站台，左侧开门 |                                                |  |  |
|          |                    | █ 11号线 存车线                                |  |  |
|          |                    | █ 11号线 往迪士尼（枫桥路）                    |  |  |
|          | 侧式站台，右侧开门 |                                                |  |  |
| 地下三层 |                    | █ 14号线 往封浜（铜川路）                      |  |  |
|          | 岛式站台，左侧开门 |                                                |  |  |
|          |                    | █ 14号线 往桂桥路（中宁路）                    |  |  |

- 11号线站厅
- 14号线真如站站名墙
- 艺术墙

## 车站出口
真如站共有6个出入口，各出入口如下所示：
| 出口编号            | 出口指示       | 照片 |
| ------------------- | -------------- | ---- |
| 1 · 出口 · （设有） | 铜川路         |      |
| 2 · 出口            | 曹杨路         |      |
| 5 · 出口            | 曹杨路、铜川路 |      |
| 6 · 出口 · （设有） | 铜川路         |      |
| 7 · 出口            | 铜川路         |      |
| · （暂未开通）      | 铜川路         |      |
| 图例： 设有         |                |      |

## 车站历史
- 2009年12月31日，11号线车站正式启用。
- 2021年12月30日，14号线车站正式启用。